# Adelaide Giants
Uniformes
Les Adélaïde Giants (anciennement Adélaïde Bite) sont un club de baseball australien fondé en 2009 à Adélaïde en Australie-Méridionale. Les matchs à domicile se jouent au Coopers Stadium.
Les Giants évoluent en Ligue australienne de baseball depuis 2010. En saison inaugurale, ils terminent troisièmes en saison régulière et s'inclinent en Série finale face au Perth Heat. Ils atteignent de nouveau les Séries finales en 2014-15, 2015-16 et 2019-20, avant de remporter leur premier titre en 2022-23.

## Histoire
La franchise est fondée en 2009 avec le retour de la Ligue australienne de baseball.
À la suite d'une compétition lancée pour laisser les fans choisir les noms des franchises, la Name Your ABL Team, Adélaïde prend le nom de Bite.

## Managers
Le premier et actuel manager de la franchise est l'australien Tony Harris, entraîneur de l'Équipe d'Australie de baseball.

## Saisons
- 2010-2011: 3e en saison régulière, perdant en Série finale.